# Lorenzo Lanzi

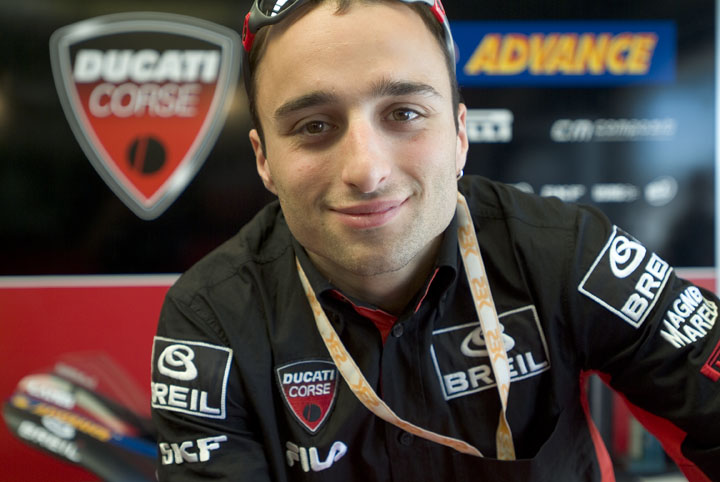
Lorenzo Lanzi

Lorenzo Lanzi, född den 26 oktober 1981 är en italiensk roadracingförare.

## Roadracingkarriär
Lanzi har under hela sin karriär i Superbike och Supersport kört för Ducati. Han har tagit tre segrar, alla för privatteam. Han körde två säsonger för fabriksteamet, men misslyckades då att leverera resultaten Ducati hade väntat sig.

## Segrar Superbike
| Nr | Bana        | Heat | År   |
| -- | ----------- | ---- | ---- |
| 1  | Imola       | 2    | 2005 |
| 2  | Magny-Cours | 2    | 2005 |
| 3  | Valencia    | 1    | 2008 |